# Дипломатический курьер

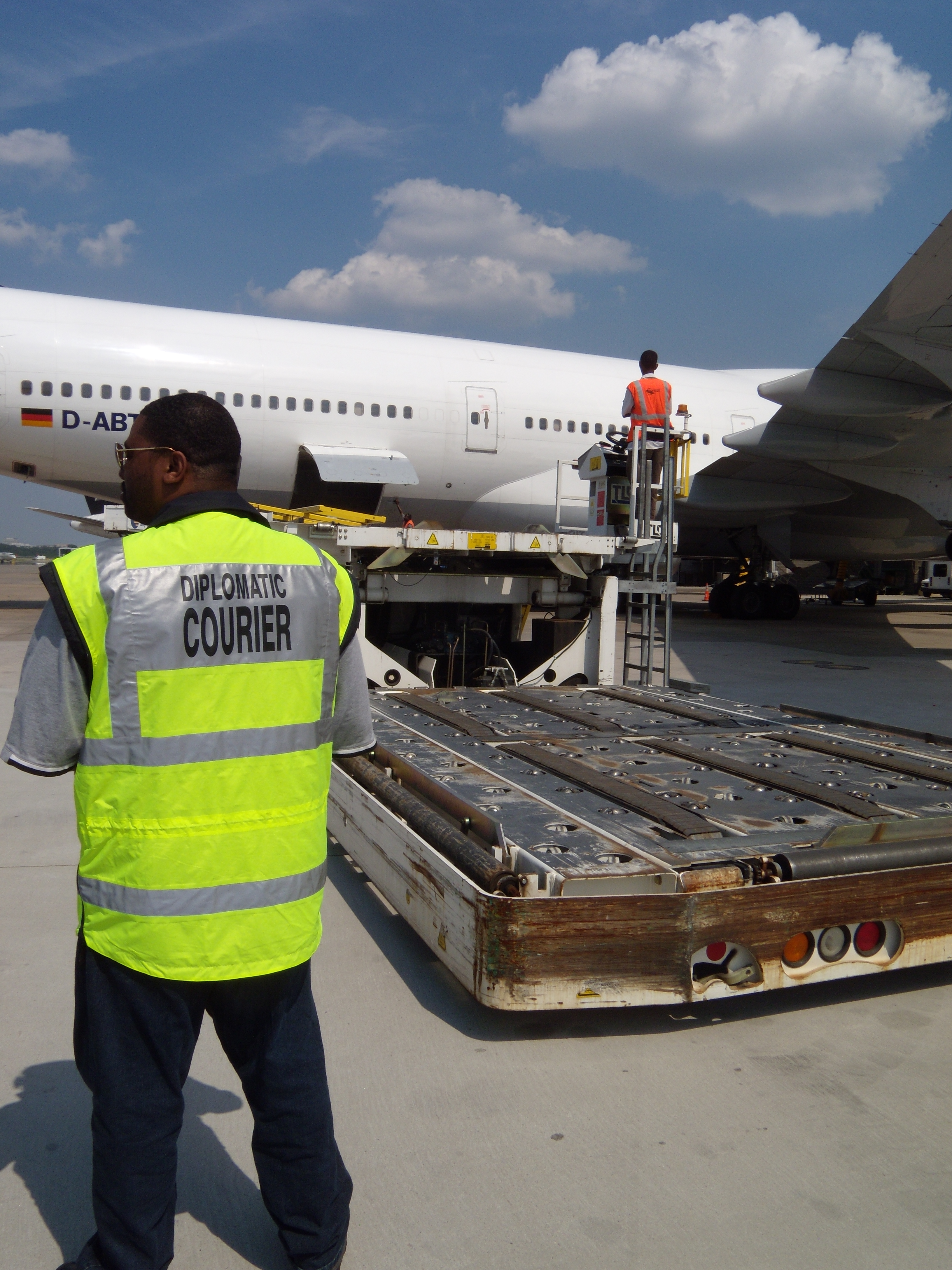
Дипломатический курьер США в вашингтонском аэропорту имени Даллеса

Дипломати́ческий курье́р (сокращённо — дипкурьер) — сотрудник министерства иностранных дел (государственный гражданский служащий), сопровождающий дипломатическую почту. Имеет дипломатический паспорт, его полномочия подтверждаются курьерским листом (документ, удостоверяющий их статус и содержащий перечень сопровождаемых ими багажных мест). Дипломатический курьер пользуется при исполнении обязанностей личной неприкосновенностью на основе дипломатического иммунитета. Власти государств, через которые следует курьер, обязаны оказывать ему всяческое содействие.